# Zuiderkolonie
Zuiderkolonie is een streek in de gemeente Pekela in het oosten van de provincie Groningen. Zuiderkolonie ligt langs het Pekelderhoofddiep. Samen met Noorderkolonie vormt het Boven Pekela. De kolonie is ontstaan in het begin van de 19e eeuw.
Dorpen: Boven Pekela · Nieuwe Pekela · Oude Pekela

Gehuchten: Alteveer (deels) · Bronsveen 

Buurtschappen: Doorsnee · Dwarsdiep · Hanekamp · Hoetmansmeer · Kruiselwerk · Mallemolen · Noodvlucht · Noorderkolonie · Stroobos · Wildeplaats · Zuiderkolonie

Groningen: Steden en dorpen      Nederland: Provincies · Gemeenten